# Arhidieceză
O arhidieceză este o dieceză superioară celorlalte dieceze din provincia ecleziastică, datorită dimensiunilor sale sau din rațiuni istorice. Arhidieceza este condusă de un arhiepiscop. 
În Biserica latină, arhidiecezele sunt de obicei și mitropolii, având dieceze sufragane. În acest caz, arhidieceza este condusă de un arhiepiscop mitropolit. De exemplu, Arhidieceza de București este și sediul provinciei metropolitane, având sufragane diecezele de Iași, Satu-Mare, Oradea și Timișoara. O arhidieceză nu este întotdeauna sediu metropolitan. De exemplu, Arhidieceza de Alba-Iulia nu are dieceze sufragane, dar nu este parte a provinciei metropolitane de București, bucurându-se de o oarecare autonomie în sensul că este răspunzătoare direct Sfântului Scaun. 
În tradiția Bisericilor orientale răsăritene, arhidiecezele se numesc arhiepiscopii, și nu sunt întotdeauna sedii metropolitane. 